# Zona arqueológica de Monte Negro
Monte Negro es una zona arqueológica mexicana localizada en la Mixteca Alta del estado de Oaxaca, al sur del poblado de Santiago Tilantongo, en la cima del Cerro Negro. También conocido en mixteco como Yucu Tnoo o Nuu Ndoho, el sitio representa un ejemplo del urbanismo temprano mesoamericano ocurrido durante el período preclásico.
Construido durante la Fase Ramos Temprana (300 - 100 a. C) de la secuencia cerámica de la Mixteca, fue contemporáneo del ciclo proto-urbano de Monte Albán (Danibaan o Monte Albán I) en los Valles Centrales. Contrario a otras ciudades precoloniales de la región, Monte Negro presenta una única etapa constructiva, por lo que se le ha interpretado como una ventana única a los procesos ocurridos en la región oaxaqueña durante el período. Esto fue lo que motivó a Alfonso Caso a realizar excavaciones ahí entre 1937 y 1940, con el fin de establecer comparaciones con la capital zapoteca.
El sitio es reconocido por los trabajos de Caso y por tanto por su rol en la historia de la arqueología mexicana. El interés de Caso y su equipo yacía, en primer lugar, en definir los rasgos culturales de los pueblos zapotecos y mixtecos del pasado y describir sus interacciones. Ante el deterioro de elementos constructivos de la primera etapa de Monte Albán, se creyó que con el estudio de Monte Negro se podía dilucidar como pudo haber sido este período entre los zapotecos, e incluso se planteó el sitio mixteco como origen de Monte Albán. Trabajos arqueológicos más recientes han señalado que el surgimiento de Monte Negro fue contemporáneo a la emergencia del urbanismo en los 'altos' de Oaxaca, en el contexto del expansionismo de Monte Albán sobre otras regiones. 
Tras su abandono, la ciudad se ha mantenido como sitio simbólico entre los pueblos mixtecos desde el posclásicohasta la actualidad.Se ha estudiado su rol en mitos de origen  y sobre el agua en relación con el reino de Tilantongo.

## Estudios arqueológicos
Aunque los primeros trabajos propiamente arqueológicos en Monte Negro se dieron hasta 1937 con las exploraciones del equipo de Alfonso Caso, algunos investigadores han argumentado que hay menciones tempranas del sitio en la Geografía Histórica... (1674) de Fray Francisco de Burgoa, en su capítulo sobre la Mixteca:

Otros aſeveran, q[ue] los primeros Señores, y Capitanes, vinieron del Noroeſste, deſpues que vinieron los Mexicanos, adonde fundaron, y ellos vinieron guiados por ſus Dioſes, y entraron penetrando eſtas montañas, y llegados a vn citio aſperiſsimo, q[ue] eſstá entre el Pueblo d[e] Achiutla, y Tilantongo, en vna eſpacioſa llanada, que hazen encu[m]brados Montes, y que la cercan, y aquí ſe citiaron, haziendo fortalezas, y cercos inexpugnables con ta[n]ta dilatación que en más de ſeis leguas en contorno llegó a poblarſe de gente de guarnició[n], teniendo a las eſpaldas por la parte del Norte vna cerrania tan eſpeſa de arboleda que ni caſadores la traginan oy, y todos los montes, y barrancas eſtan oy ſeñalados de camellones de arriba a baxo, como eſcalones guarnecidos de piedras, q[ue] eran las medidas que daban los Señores a los Soldados, y plebeyos, para las ſiembras de ſus ſemillas, conforme la familia de cada vno y duran haſta oy ſeguidos los camellones, aunque robados en las quebradas con las crecie[n]tes y avenidas de los arroyos, y lo que ſe ofrece a diſcurrir, es que los Capitanes o Señores primitivos fueron perſeguidos de mayor poder, y buſcaron citio q[ue] les ayudaſe a la defenſa, y co[mo] eſte rezelo ſe ejercitaban en armas como valientes, y cultivaban y labraban los riſcos para ſembrar y coger las ſemillas de que ſe mantenía[n], por no ſalir a buſcar caça de animales, y ſalir fuera de los cercos donde ſe pudieſen retirar eſcondidos, y eſto parece lo más conforme a razón, por q[ue] el mayor ſeñorio de eſtos Miztecas ſe conservó deſde su antigüedad, haſta que les amaneció la luz del Evangelio en eſte Pueblo de Tilantongo.

Ya en tiempos modernos, el historiador oaxaqueño Manuel Martínez Gracida tuvo noticias del sitio desde 1892 y escribió sobre él en 1910.
Caso fue consciente de la existencia del sitio en 1936 cuando 'el vigilante de la Mixteca', Esteban Avendaño le informó al respecto.En ese momento se encontraba en la VII temporada de exploraciones en Monte Albán y el equipo técnico que acompañaba este proyecto ya había realizado recorridos previos en la Mixteca Alta. En 1933 Juan Valenzuela y un grupo de estudiantes recorrieron zonas en el distrito de Nochixtlán, actividad que al año siguiente repitieron Eulalia Guzmán, Martín Bazán y Daniel de la Borbolla, comisionados por Caso.Estas exploraciones dieron con los sitios de Yucuita, Chachoapan, Pueblo Viejo (Teposcolula), Yatachío y Yucuñudahui. Igualmente en 1935 Caso había realizado excavaciones cerca del templo de Santiago Tilantongo y analizado piedras labradas.

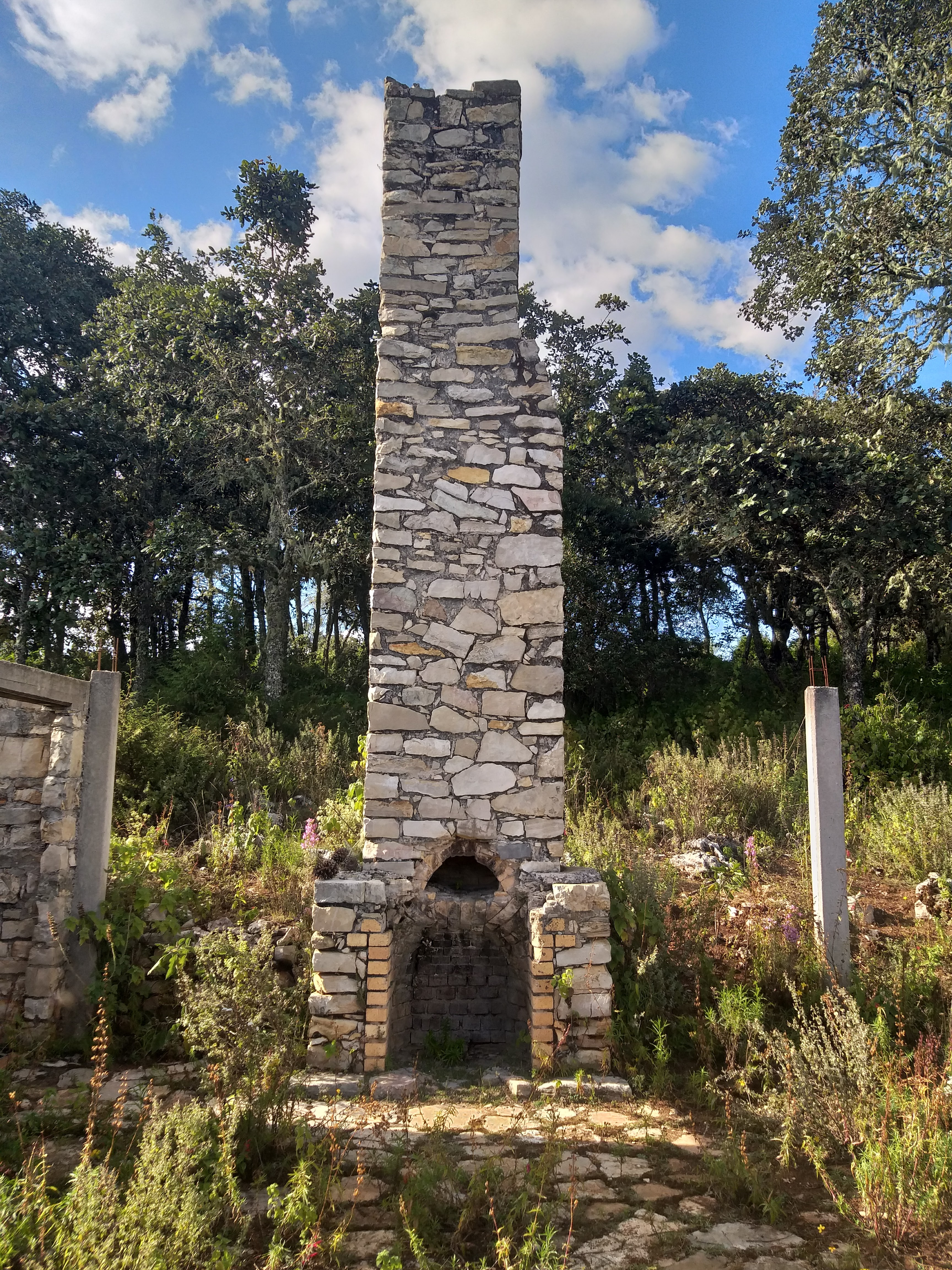
Restos del hogar ocupado por Alfonso Caso durante sus exploraciones arqueológicas en Monte Negro, Tilantongo

Dado que el sitio se encuentra a 2600 metros sobre el nivel del mar, 500m por encima del pueblo de Tilantongo, alejada de cualquier fuente de agua permanente, Caso consideró pertinente la construcción de un campamento en la zona por el arquitecto Armando Nicolau. Este campamento/cabaña se completó entre 1936 y 1937 y a partir de entonces comenzaron tres temporadas de excavaciones y exploraciones que culminaron en 1940. El trabajo fue realizado por pobladores de Tilantongo y miembros del equipo técnico de las exploraciones en Monte Albán: Alfonso Caso (director, salvo en la última temporada), Martín Bazán (arqueólogo), Juan Valenzuela (arqueólogo), Jorge R. Acosta (arqueólogo, director de la última temporada), Armando Nicolau (arquitecto, encargado del campamento y realización de planos), Javier Romero (antropólogo físico), Esteban Avendaño (guía y vecino de la región), el entonces pasante de la ENAH, Alberto Ruz y los hijos de Caso, Andrés y Alejandro.
Su trabajo priorizó la estratigrafía, el registro de estructuras, la localización de tumbas y la elaboración de pozos de exploración. Al parecer se preocuparon más por el estudio del sitio que por su posterior estado, dejando cúmulos de residuos esparcidos en el área que se han llegado a confundir con montículos arquitectónicos del preclásico.
Posteriormente a partir de la década de 1960, se realizaron recorridos exploratorios regionales en la Mixteca Alta a fin de definir la secuencia cerámica y los patrones de asentamiento desde el Formativo hasta inicios del período colonial, en estos se ha tratado tangencialmente la zona de Monte Negro.En 1994 Byland y Pohl publicaron un mapa extendido del sitio, a fin de demostrar que sobrepasa la zona de arquitectura monumental excavada entre 1937 y 1940 . En 1999 como parte de los resultados del Central Mixteca Alta Settlement Pattern Project (Proyecto de Patrones de Asentamiento de la Mixteca Alta Central, CMALSPP) Balkansky, Pérez Rodríguez y Kowalewski hicieron recorridos superficiales en la zona y definieron su extensión en 78 ha.Entre 2000 y 2004 Geurds y un grupo de estudiantes de la Universidad de Leiden, en colaboración con los habitantes de la ranchería de Cerro Negro y el Centro Regional del Instituto Nacional de Antropología e Historia en Oaxaca, mapearon el sitio, evaluaron su estado de conservación y elaboraron propuestas interpretativas sobre el simbolismo del centro ceremonial.

## Fundación y abandono
A partir de las excavaciones en Monte Negro se ha especulado bastante sobre su origen. Ya interpretandolo como un enclave militar de Monte Albán en la Mixtecao incluso como un asentamiento aymara en Oaxaca. Actualmente, gracias a los trabajos arqueológicos regionales de la segunda mitad del siglo XX, se tiene como consenso entre los expertos un origen local del sitio, evidenciado por los cambios en los patrones de asentamiento en la zona y por la continuidad de la manufactura local de la cerámica. Así mismo se reconoce su fundación como resultado de un conjunto de presiones externas e internas acaecidas en el contexto de la consolidación de Monte Albán.
Previo a Monte Negro en la zona circundante de Tilantongo existieron dos asentamientos en la fase Cruz (1500-300 a. C.) de la secuencia cerámica de la Mixteca Alta que parecen ser los antecedentes directos de Monte Negro. El primero, de una extensión aproximada de 49.52 ha., se encontró en las inmediaciones de Diuxi a una altitud de 120m sobre el nivel del valle y corresponde a la parte temprana de esta fase (1500-850 a. C.). El segundo surgió posteriormente, entre los años de 850-300 a. C., a 220m sobre el nivel del valle en la ranchería de La Providencia, en el municipio de Tilantongo, con una extensión de 91.57 ha. La progresivas reubicaciones de la población local hacia espacios cada vez más elevados, son indicativos de la existencia de presiones que finalmente conllevarían a la fundación de un sitio urbano en la cima del Cerro Negro para la primera parte de la fase Ramos.
No obstante no queda completamente claro qué tipo de presiones fueron. A partir de las estimaciones demográficas de sus recorridos superficiales, Balkansky et al. determinaron que, si bien hubo un crecimiento poblacional de la fase Cruz a la fase Ramos, el cambio fue de carácter morfológico más que cuantitativo, con una progresiva densificación de la zona en torno al centro urbano y un abandono de los sitios en la zona baja. Un proceso similar al sinoicismo de la Antigua Grecia, pero que parece descartar la presión demográfica sobre los recursos como motivo del reasentamiento. Incluso en términos de producción agrícola, resultaba más conveniente la continuidad de la labranza de los estrechos valles bajo Monte Negro que la de terrazas agrícolas en el suelo pedregoso del cerro.Por ello se ha argumentado que el reasentamiento respondía a fines defensivos, sin embargo Geurds ha señalado la ausencia de elementos arquitectónicos de este tipo en el sitio.
Por aquellos años, se experimentó la aparición de centros urbanos a lo largo de la Mixteca. Contemporáneos a Monte Negro fueron las ciudades de Yucuita, Cerro Jazmín y Huamelulpan dentro de la Mixteca Alta. Así mismo, en los Valles Centrales también se dio la reubicación de pequeños y medianos centros que probablemente conflictuaron con Monte Albán, como El Palenque cerca de San Martín Tilcajete. La dificultad que experimentó la ciudad en ese lapso de tiempo para controlar la parte sur de los Valles llevó a zapotecos vinculados a ella a realizar incursiones militares sobre la cañada de Cuicatlán al norte, la colonización o poblamiento del valle de Sola y la sierra de Peñoles, así como la búsqueda de rutas alternas hacia la costa del pacífico para la adquisición de bienes suntuarios. La contemporaneidad de estas transformaciones entre regiones muestra lo interconectadas que estaban y que fue la expansión del Estado zapoteco la que catalizó el urbanismo en la Mixteca.
Winter ha argumentado que ya desde la fase Rosario de la secuencia de los Valles Centrales (900-600 a. C.) existía una amplia zona de interacción entre las poblaciones de la Mixteca y los Valles, además influenciada por las culturas del Golfo de México. Las evidencias arqueológicas que sustentan la existencia de esta área de interacción son la aparición de cerámicas grises con decoración de líneas incisas ya fuesen exportadas del Valle o de manufactura local; la distribución de ideologías similares y algunos rasgos y estilos arquitectónicos compartidos.Intercambios que parecen haber permanecido para la fase Ramos en la Mixteca por lo menos entre las élites oaxaqueñas, a las que los habitantes del centro arquitectónico de Monte Negro parecen haber pertenecido.
Parece ser entonces que tanto la fundación de la ciudad como su eventual abandono tuvo que ver con el conjunto de procesos que sacudieron esta amplia zona de interacción y las formas de adaptación y negociación que sus habitantes entablaron con el resto de las elites. Para la parte tardía de la fase Ramos, como muchos otros centros urbanos de la Mixteca, Monte Negro fue abandonado; una ocupación de poco más de un siglo. 

## Arquitectura y urbanismo
Las excavaciones de 1937-1940 en el sitio se realizaron en dos conjuntos de monumentos, uno desenterrado en un eje norte-sur y el otro, de mayor tamaño, en un eje este-oeste, a lo largo de lo que se ha descrito como una calzada. Esto llevó a diversos autores, basados en los reportes de Caso y Acosta a interpretar la construcción de la ciudad a partir de una traza en forma de "L" invertida, con una clara distinción entre los dos núcleos arquitectónicos.  Sin embargo, otros investigadores que han trabajado en el sitio, han notado la existencia de más elementos arquitectónicos que descartan una separación entre los dos conjuntos y muestran más bien una adecuada adaptación a la forma de la montaña.    Es posible que el equipo de Caso también fuera consciente de esta configuración urbana pues algunos montículos que mostrarían la continuidad arquitectónica quedaron pendientes de excavarse.
Como muchos sitios urbanos del período, Monte Negro no presenta un tipo de traza o forma urbana estándar o "mixteca"; más bien parece un experimento local con nuevos patrones arquitectónicos y formas administrativas.Su centro arquitectónico presenta por lo menos cuatro plazas cerradas con unidades residenciales asociadas, edificios para la regulación del traslado de un espacio a otro y una calzada delimitada por las construcciones del sitio.
Los edificios son de un solo cuerpo y de paramentos verticales que raramente sobrepasan los 2 metros de altura y no presentan cornisas o remate. Sus estructuras superiores fueron construidas de adobe o bahareque, que se conserva en algunos casos. Así mismo es destacable la presencia de columnas circulares de piedra que se encuentran en algunos edificios, elaboradas a partir de tambores de piedra colocados unos sobre otros, pegados y aplanados con barro y recubiertos con piedras pequeñas. En general la planta de los edificios es cuadrangular y ordenada alrededor de grandes patios. Sus escaleras no presentan alfardas, y los pisos fueron hechos de piedra, estuco o aplanado de tierra apisonada.
Acosta argumentó que algunas de las unidades residenciales constituían ejemplos de un impluvium mesoamericano, pues algunos patios, con piso enlajado, mostraban una perforación en el centro, y en un caso en esta perforación se halló un tubo de barro de manufactura muy rudimentaria.Acosta además destacó la presencia de varios desagües debajo de los edificios con desnivel, que curvean mucho alrededor del centro arquitectónico; así como el hallazgo de 4 tubos de barro entre el escombro. Evidencias de una red de drenes en la ciudad.

## Restos humanos
En Monte Negro se encontraron 6 tumbas y 20 entierros. Estos últimos se distinguen de los primeros al no presentar un sistema o rutina en su distribución espacial y ser prácticamente todos primarios. Se encontraron ciertas variaciones que para el antropólogo físico Javier Romero indicaban posiblemente una transición o periodo intermedio de las fosas a las tumbas, donde la etapa intermedia correspondería a las fosas cubiertas por losas, apoyadas en bordes de excavación o sobre algunas piedras irregularmente dispuestas. Las tumbas por su parte se caracterizan por carecer de puerta u entrada, y ser cavidades de planta rectangular, con muros, piso y techo plano.
Romero destacó la singularidad de la deformación craneana en Monte Negro, ya que se trata de la deformación anular en su variedad oblicua, no muy frecuente en Mesoamérica, no así en la zona andina. Aunque también se notaron pocos ejemplares de cráneos con deformación tabular recta. De igual manera, se notaron mutilaciones dentarias en un adulto, quien presentó una incrustación de pirita en los caninos superiores, así como incrustaciones y limaduras en el borde incisal en el incisivo central superior derecho.
Los restos humanos de Monte Negro muestran evidencias también de ciertas prácticas interesantes como la decapitación entre hombres y la trepanación, esta última no se presentaría sino años más tarde en Monte Albán.
| Tumba   | Localización | Clase de los entierros             | Sexo | Edad            | Posición                                                  | Orientación  | Dimensiones de la planta            | ¿Con objetos? | Observaciones                                                              |
| Tumba 1 | Templo T.S   | A) Primario                        | M    | Adulta avanzada | Decúbito dorsal con los miembros inferiores algo abiertos | Este a Oeste | 182 x 78 cm                         | Sí            | Cráneo con deformación anular. El esqueleto A colocado sobre el B.         |
| Tumba 1 | Templo T.S   | B) Primario                        | M    | Adulta media    | Decúbito dorsal                                           | Este a Oeste |                                     |               | Sin deformación                                                            |
| Tumba 2 | Templo T.S   | Secundario A, de dos individuos A, | F    | Sub-adulta      | No dice                                                   | No dice      | 247 x 85 cm                         | Sí            | Cráneo con deformación anular. El entierro ocupaba la mitad oeste de la T. |
| Tumba 2 | Templo T.S   | Secundario A, de dos individuos A, | M    | Adulta avanzada | No dice                                                   | No dice      |                                     |               |                                                                            |
| Tumba 3 | No dice      | Primario                           | F    | Adulta avanzada | Decúbito dorsal                                           | Norte a Sur  | 180 x 57 cm                         | Sí            | Cráneo con deformación anular                                              |
| Tumba 4 | Templo T.N   | Primario                           | M    | Adulta avanzada | Decúbito dorsal                                           | Este a Oeste | 175 x 70 cm                         | Sí            | Cráneo con deformación anular                                              |
| Tumba 5 | No dice      | Primario                           | M    | Adulta media    | Decúbito dorsal?                                          | Sur a Norte  | 47 cm de ancho; longitud incompleta | Sí            | Sólo aparecieron los huesos de la pierna derecha del esqueleto             |
| Tumba 6 | No dice      | Primario                           | F    | Adulta media    | Decúbito dorsal                                           | Sur a Norte  | 200 x 75 cm                         | Sí            | Cráneo con deformación anular                                              |

| Entierro          | Localización                                     | Clase de los entierros | Directo o fosa                                                  | Sexo | Edad             | Posición                                               | Orientación  | Profundidad                              | ¿Con objetos? | Observaciones                                             |
| [Temporada] VII-1 | Montículo del entierro 1                         | Primario               | Rodeado de pequeñas piedras. Cubierto por 4 losas               | M    | Adulta media     | Decúbito dorsal                                        | Norte a Sur  | 165 cm                                   | No            | Cráneo con deformación anular                             |
| VII-2             | Pozo central montículo al este del T.S           | Primario de una cabeza | Directo                                                         | M    | Adulta media     | Eje vertical oblicuo de arriba abajo y de Este a Oeste | Cara al Este | 190 cm                                   | No            | Cráneo con deformación anular                             |
| VIII-1            | Junto muro sur del T.S                           | Primario               | Directo                                                         | M    | Adulta media     | Decúbito dorsal                                        | Este a Oeste | 217 cm                                   | Sí            | Cráneo con deformación tabular erecta y una trepanación   |
| VIII-2            | Montículo junto y al oeste del 'Juego de Pelota' | Primario de una cabeza | Directo                                                         | M    | Adulta media     | Eje vertical en posición normal                        | Cara al Este | 65 cm                                    | No            |                                                           |
| VIII-3            | Pozo de las columnas                             | Primario               | Una losa sobre el esqueleto torácico                            | F    | Adulta avanzada  | Decúbito                                               | Este a Oeste | 125 cm                                   | No            | Cráneo con deformación anular                             |
| VIII-4A           | Patio 2                                          | Primario               | Directo                                                         | M    | Adulta media     | Decúbito dorsal                                        | Norte a Sur  | 150 cm                                   | Sí            | Con dientes mutilados, tipos E-1 y G-5. Sin deformación   |
| VIII-4B           | Patio 2                                          | Primario               | Directo                                                         | F    | Adulta media     | Fetal                                                  | Oeste a Este | 150 cm                                   | No            | Este entierro es doble porque estaba asociado con VIII-4C |
| VIII-4C           | Patio 2                                          | Primario muy destruido | Directo                                                         | ?    | Primera infancia | ?                                                      | ?            | 112 cm                                   | No            |                                                           |
| VIII-5            | Patio 2                                          | Primario               | Un fragmento de metate a cada lado del cráneo                   | F    | Adulta avanzada  | Decúbito dorsal                                        | Norte a Sur  | 110 cm                                   | Sí            |                                                           |
| VIII-6            | Pozo 3 del Patio 3                               | Primario muy destruido | Directo                                                         | M    | Adulta media     | Decúbito dorsal                                        | Este a Oeste | 70 cm debajo de un piso de estuco        | Sí            |                                                           |
| VIII-7            | Al oeste del montículo de las tumbas 1 y 2       | Primario               | Tapado con losas grandes colocadas sobre la tierra              | M    | Adulta media     | Decúbito dorsal                                        | Norte a Sur  | Superficial                              | No            | Cráneo con deformación tabular erecta                     |
| VIII-8            | Pozo 1 del Patio 4                               | Primario muy destruido | Directo                                                         | ?    | Primera infancia | ?                                                      | ?            | Superficial                              | No            |                                                           |
| VIII-9            | Pozo 3 del Patio 4                               | Primario muy destruido | Pequeña fosa                                                    | ?    | Segunda infancia | ?                                                      | Norte a Sur  | 40 cm                                    | Sí            |                                                           |
| IX-1              | Pozo 1 del Sistema Bazán                         | Secundario             | Directo                                                         | F    | Adulta juvenil   | ?                                                      | ?            | 50 cm                                    | No            | Cráneo con deformación anular                             |
| IX-2A             | Sistema Valenzuela                               | Primario               | Directo                                                         | F    | Adulta juvenil   | Decúbito                                               | Norte a Sur  | 125 cm                                   | No            | Cráneo con deformación anular                             |
| IX-2B             | Sistema Valenzuela                               | Primario               | Directo                                                         | F    | Adulta juvenil   | Decúbito dorsal                                        | Este a Oeste | 125 cm                                   | No            | Con un montón de huesos sobre la región pélvica           |
| IX-3              | Templo T.S                                       | Primario               | Rodeado de piedras y cubierto por una bóveda también de piedras | M    | Adulta avanzada  | Decúbito dorsal                                        | Norte a Sur  | 220 cm debajo del piso de una plataforma | No            | Sin deformar                                              |
| IX-4              | Pozo 2 del Patio al norte del Templo T.N         | Primario               | Con una piedra grande                                           | F    | Adulta media     | Fetal                                                  | Norte a Sur  | 80 cm debajo de un escalón               | No            | Cráneo con deformación anular                             |
| IX-5              | Pozo 5 del Patio al norte del Templo T.N         | Primario               | Directo                                                         | F    | Adulta media     | Decúbito dorsal                                        | Norte a Sur  | 80 cm debajo de un cuarto                | Sí            | Cráneo con deformación anular                             |
| IX-6              | Cámara sur del patio del Sistema Valenzuela      | Primario               | Fosa                                                            | ?    | Segunda infancia | Decúbito dorsal                                        | Este a Oeste | 45 cm                                    | Sí            |                                                           |